# Xã Jefferson, Quận Knox, Nebraska
Xã Jefferson (tiếng Anh: Jefferson Township) là một xã thuộc quận Knox, tiểu bang Nebraska, Hoa Kỳ. Năm 2010, dân số của xã này là 111 người.